# Wolbrom
Wolbrom é um município da Polônia, na voivodia da Pequena Polônia e no condado de Olkusz. Estende-se por uma área de 10,12 km², com 8 763 habitantes, segundo os censos de 2019, com uma densidade de 865,9 hab/km².